# Fristaden Danzig
 Denne artikel omhandler en stat, som eksisterede 1920-1939. Opslagsordet har også en anden betydning, se Fristaden Danzig (1807-1814).
Fristaden Danzig (Gdańsk) (polsk: Wolne Miasto Gdańsk, tysk: Freie Stadt Danzig) var en fristat i Centraleuropa mellem den polske provins Pommerellen og den tyske provins Østpreussen. Fristaden blev skabt af Versaillestraktaten i 1920, men efter den tyske invasion af Polen i september 1939 blev den indlemmet i Det Tyske rige. Byen Danzig (Gdańsk) blev hovedstad i provinsen Danzig-Vestpreussen (1939-1945). I 1945 blev den tidligere fristad indlemmet i Polen.
Statsvåbnet er to over hinanden stående sølvkors under en guldkrone.
Stats- og handelsflaget var rødt med statsvåbnet i første tredjedel fra stangen.

## Historie

### Under den Tyske Orden
Danzig var allerede i slutningen af 10. århundrede en blomstrende handelsby cg hovedstad i Pommerellen. Hertug Subislav omgav 1185 Danzig (dengang Gidanie) med mure. 1295 tilfaldt Danzig Przemysl 2. af Polen, men allerede 1309 kom Danzig under den Tyske Orden. I 14. århundrede voksede Danzig stærkt: Rechtstadt anlagdes 1330-53 og Vorstadt 1393. 1356 sluttede Danzig sig til Hansaforbundet. I slutningen af 14. århundrede førte Danzig krig mod Dronning Margrete af Danmark. 1454 sagde Danzig sig løs fra den Tyske Ordens overherredømme og stillede sig under den polske konges beskyttelse, hvorved Danzig i virkeligheden blev en uafhængig republik.

### Uafhængig fristad
Stridigheder med den polske konge om besættelsen af Bispedømmet Ermland førte til en for Danzig heldig krig (1472-1480). Reformationen begyndte i Danzig 1523. Svenskerne belejrede byen 1656, men blev fordrevne af polske hjælpetropper og en hollandsk flåde. 1734 blev Danzig, der havde taget parti for Stanislaw Leszczynski 1. af Polen, belejret og indtaget af russiske og sachsiske tropper.

### Under Preussen
Polens undergang medførte ødelæggelse af Danzigs handel. Ved Polens første deling 1772 forblev Danzig selvstændig, men var rundt om indesluttet af Preussen, der også ejede udhavnen Neufahrwasser (pl:Nowy Port); ved Polens anden deling 1793 kom Danzig under Preussen. 24. maj 1807 blev Danzig indtaget af franskmændene under Lefebvre og ved Freden i Tilsit (9. juli 1807) gjort til fristat under fransk beskyttelse.
29. november blev Danzig erobret fra franskmændene af russiske og preussiske tropper, og 3. februar 1814 kom byen atter under Preussen. Napoleonskrigene og fastlandsspærringen havde næsten helt tilintetgjort Danzigs handel, hvis genopblomstring hindredes derved, at Weichselprovinserne, Danzigs bedste opland, kom under Rusland og blev omgivet med toldskranker. Desuden sandede Weichsels gamle munding mere og mere til, og 1840 brød floden igennem klitterne ved Neufahr, hvorved strømmen ledtes bort fra flodens vestlige arm (Danzig Weichsel, Tote Weichsel), der der efter kun havde betydning som havn. Danzig var i begyndelsen af 17. århundrede større end i midten af 19. århundrede (1625: 75.000 indbyggere, 1855: 55.076); endnu frem til 1. verdenskrig var Danzig, næst efter Königsberg, den af Tysklands havnestæder, der udviklede sig langsomst.

## Danzig op til 1. verdenskrig
Danzig var indtil og under 1. verdenskrig et regeringsdistrikt i Vestpreussen, syd for Danzig-bugten, bestående af det frugtbare marsklandskab mod øst mellem Wisła og Nogat og en del af det bakkede, sørige Pommerellen mod vest (Thurmberg, 331 m). Det omfattede et areal på 7.959 km2 med i 1910 742.619 indbyggere, hvoraf halvdelen var katolikker, halvdelen protestanter. Det inddeltes i 12 kredse. Hovedstaden Danzig (polsk: Gdańsk) ved venstre bred af Wisłas vestlige arm, 6 km syd for dennes udløb i Østersøen, var en betydelig havnestad, jernbaneknudepunkt og fæstning. I selve staden var i 1910 170.337 indbyggere, hvoraf 110.253 protestanter, 55.513 katolikker og 2.390 jøder. 1914 beregnedes indbyggerantallet til 180.000; 1871 var det 90.000.

### Mellemkrigstiden
Efter Versaillestraktatens artikler 100—108 blev Danzig 10. januar 1920 afstået af Tyskland. 8. februar 1920 besattes Danzig af engelske tropper under general R. Haking, og forvaltningen overtoges af den af Folkeforbundet udpegede overkommissær Sir Reginald Tower. Valg til en forfatningsgivende forsamling skete 16. maj 1920. Resultatet blev, at Volkstag sammensattes af 34 tysknationale, 21 uafhængige socialister, 19 flertalssocialister, 17 af Partiet Centrum, 12 af de Frie Erhvervs Parti, 10 demokrater og 7 polakker. 14. juni 1920 havde den forfatningsgivende forsamling sin første samling, og den tysknationale generalsuperintendent Reinhard valgtes til dens præsident. 11. august 1920 vedtoges forfatningen, og den trådte lovformelig i kraft 11. maj 1922 efter at være blevet anerkendt af Folkeforbundet, som forlangte visse ændringer. 6. december 1920 erklærede den forfatningsgivende forsamling sig som Volkstag og valgte et senat, som 1. maj 1921 overtog Danzigs forvaltning. 27. november 1921 blev de engelske tropper trukket bort. General Haking blev overkommissær til 1923 og efterfulgtes af M. S. Macdonnel, der februar 1926 fulgtes af den tyske jurist Dr. von Hamel og 1932-34 danskeren Helmer Rosting.

### Topografi og forsvar
Byens areal var 3.667 ha. Byen gennemstrømmedes af den lille flod Mottlau (polsk: Motława), der var uddybet (5 m) så store skibe kunne nå byens indre havn. Voldene og gravene, der tidligere helt havde omsluttet byen, blev 1895-1896 fjernede på nord- og vestsiden, men resten af den gamle befæstning stod endnu og omfattede 20 bastioner. Mod øst kunne omegnen sættes under vand, mod nord var byen beskyttet af Wisła, og mod vest var den forsvaret af en række forter, der lå på højderne Hagelsberg, Bischofsberg og andre. Nord for byen strakte sig en række udenværker langs Wisła, helt ud til mundingen, hvor havnekanalen Neufahrwasser og Danzigs udhavn forsvaredes af flere batterier og af fæstningen Weichselmünde (polsk: Wisłoujście).

### Bydele
Danzig bestod af kvartererne Altstadt, Rechtstadt, Vorstadt, Niederstadt og Langgarten. De to arme af floden Mottlau omsluttede øen Speicher, som mest var opfyldt af lagerbygninger. Mod vest, syd og nord var Danzig omgivet af flere forstæder, deriblandt Skt Albrecht, Altschottland, Schidlitz, Langfuhr, Neuschottland og Neufahrwasser, af hvilke den sidste var Danzigs udhavn. Mere end de fleste andre større tyske byer havde Danzig bevaret sit gammeldags middelalderlige udseende. Om hansetiden mindede endnu de smukke patricierhuse med de smalle gavle mod gaden. Af de gamle byporte var den smukkeste Hohe Tor (16. århundrede), der lignede en romersk triumfbue. Herfra førte Langgasse til torvet, Lange Markt, med Altstadts rådhus (renæssancestil, 16. århundrede) og den nu som børs benyttede Artushof, hvis indre var en prægtig hal, rigt prydet med træskulptur og malerier, en gang de rige købmænds festsal. Rechtstadts rådhus var en smuk gotisk bygning (15. århundrede) med et 82 m højt tårn. Af Danzigs kirker (12 protestantiske, 7 katolske, 2 synagoger) var Skt Maria en af de største protestantiske kirker i verden (opført 1343-1503); den indeholdt et berømt maleri af Memling (»Dommedag«) og flere andre kunstværker.

### Næringsliv
Danzigs industri var den gang meget betydelig. Særlig må fremhæves det kejserlige værft og Schichaus værftet, der byggede store handelsdampere og krigsskibe, samt de kongelige artilleri- og geværfabrikker. Endvidere fandtes sukkerraffinaderier, kornmøller, ølbryggerier og spritbrænderier, tobaksfabrikker, kemiske fabrikker, maskinværksteder, jernstøberier, glasværker, fabrikation af farver, lak, ravarbejde med mere.
Sin betydning som handelsby skyldte Danzig oprindeligt sin udmærkede beliggenhed, der gjorde Danzig til havnestad for Polen og de tilgrænsende områder af Preussen og Rusland; i nyere tid mistede Danzig noget af sit opland, selv om handelen endnu var betydelig, især i tømmer og sukker. Også skibsfarten var i relativ tilbagegang, skønt der 1899 åbnedes en frihavn ved Neufahrwasser ved mundingen af Wisła.
Hjemmehørende i Danzig var i 1914 35 dampskibe med i alt 21.346 t og 1 sejlskib (57 t). Til Neufahrwasser ankom i 1913 3.182 skibe med i alt 937.590 t, og der afgik 3.176 skibe med 935.136 t. Der udførtes især sukker, tømmer, korn, mel og spiritus og indførtes sild, råjern, stenkul, kolonialvarer, vin og petroleum. Danzig stod i forbindelse med sine forstæder ved elektriske sporveje. Byen havde offentligt vandværk, slagtehus og torvehal.

### Undervisningsvæsen
Af undervisningsanstalter havde Danzig en stor teknisk højskole (1913: 62 lærere og 722 studenter), to gymnasier, et realgymnasium, et lærerseminarium, en krigsskole, et handelsakademi og en navigationsskole.

### Andre institutioner
Der fandtes to astronomiske observatorier, et stadbibliotek (grundet 1591, 167.000 bind og 3.600 håndskrifter), et statsarkiv, et bymuseum og flere andre museer, et døvstummeinstitut, 2 vajsenhuse, 2 sygehuse og ca. 130 velgørende stiftelser. Embedsstanden var meget fremtrædende i Danzigs befolkning, da Danzig var sæde for en overpræsident og de øvrige højeste myndigheder i regeringsdistriktet samt generalkommandoen for 17. armékorps.

## Danzig i mellemkrigstiden
Regeringsdistriktet Danzig var ophørt at eksistere, efter at Tyskland havde opfyldt Versaillestraktatens krav. De dele, som forblev hos Tyskland, indgik under regeringsdistriktet Vestpreussen under preussisk provins Østpreussen. Resten blev dels afgivet til Polen, dels til fristaten Danzig, der tillige omfattede Weichseldeltaet med Danziger og Marienburger Werder, den inderste del af Frisches Haff i øst og Danziger Höhe i vest. Østgrænsen var en linje fra Pröbbernau på Frische Nehrung over fyret i Frisches Haff til mundingen af Weichselarmen Nogat. Grænsen mellem Østpreussen og Dazig gik langs denne flod op til Montau, hvorfra grænsen mod Polen gik nord på langs Weichsel til Güttland, bøjede så mod vest til Strippau, hvor efter den med retning mod nordøst og nord gik nord om Zoppot ud til Danziger Bugt, som dannede fristatens nordgrænse. Arealet var 1.892 km2. Langs kysten løb en næsten ubrudt klitbræmme. Hovedparten af landet udgjordes af Weichseldeltaets (Das Werder) frugtbare alluviale aflejringer, mens Danziger Höhe i vest var et morænebakkeland, en del af det baltiske søplateau. Landet gennemstrømmedes af nedre Weichsel, Nogat, Mottlau og Radaune.

### Befolkningsforhold
Befolkningen udgjorde i 1924 383.995 indbyggere, 203 pr. km2. 4,4 % var polakker og kasjubere, resten tyskere. 58,7 % var protestanter, 36,7 % katolikker, 2,4 % jøder og 2,9 % andre. Over 2/3 af befolkningen boede i byen Danzig.
Fordelt efter næringsveje sysselsatte landbrug, skovbrug og fiskeri 18,2 % af befolkningen, industri, handel og bygningsvæsen 30,7 %, handel, samfærdsel og hotelvirksomhed 27,9 % huslig tjeneste 4,5 %, offentlig tjeneste og frie erhverv 8,6 %, uden angivet erhverv 10,1 %.
Staden Danzig var hovedstad i fristaten. Staden havde i 1924 206.458 indbyggere, hvoraf 33 % katolikker. Som forstæder til Danzig kunne med tiden også medregnes Ohra syd for Altschottland og Oliva (13.927 indbyggere) mellem Danzig og Zoppot. Oliva indlemmedes i byområdet 1. juli 1925. Foruden hovedstaden Danzig var de vigtigste byer Zoppot, Ohra (12.447 indbyggere), Tiegenhof (3.087 indbyggere) og Neuteich (2.857 indbyggere).
| By                 | km2   | Indbyggere 1924 |
| ------------------ | ----- | --------------- |
| Staden Danzig      | 64    | 206.458         |
| Danziger Höhe      | 609   | 65.827          |
| Danziger Niederung | 468   | 33.031          |
| Grosses Werder     | 742   | 51.773          |
| Zoppot             | 9     | 26.906          |
| I alt              | 1.892 | 383.995         |

### Næringsliv
Jorden var gennemgående frugtbar, men kunne langt fra producere tilstrækkelige mængder af næringsmidler til den store bybefolkning. Det dyrkede areal udgjorde i 1924 131.049 ha, heraf var 7.859 ha besået med hvede, 7.556 ha rug, 9.276 ha byg, 15.594 ha havre, 9.515 ha blandsæd, 7.172 ha bælgsæd, 7.269 ha kartofler, 5.005 ha sukkerroer, 5.060 ha foderroer, 11.790 ha kløver, 1.487 ha luzerne, 5.933 ha græsmark, 3.452 ha brakjord, 23.883 ha eng. Der fandtes i 1924 32.252 heste, 64.959 stk hornkvæg, 12.380 får, 65.249 svin, 17.989 geder, 5.430 kaniner, 275.971 stk fjerkræ og 7.954 bistader. Den store kvægbestand bevirkede, at der i dårlige høstår let indtrådte fodermangel.
8,7 % af landet eller 16.510 ha var dækket af skov, hvoraf dog en stor del udgjordes af dårlige klitplantager. 12.313 ha var statsskov, 751 ha i kommunal eje og 3.346 ha i privateje. Årsproduktionen var 10.000 m3 tømmer eller kun 10 % af landets eget årsforbrug.
Det tidligere Kaiserliche Werft hed efter krigen Danziger Werft og omdannedes 1921—22, lige som jernbaneværkstederne, til et internationalt aktieselskab. Danzig fik efter 1. verdenskrig forøget betydning som Polens eneste havneby samt støttepunkt for engelske interesser i Østersøen, men efter at Polen havde taget sin nye havn Gdynia (Gdingen) nord for Zoppot i brug, gik Danzig atter noget tilbage. Havnen strakte sig stadig længere ud mod Neufahrwasser og var nu op til Mottlaus munding 8 km lang og 9—9 1/2 m dyb. Oven for Mottlau-Mundingen strakte havnen sig endnu 3 km med 6 m dybde. Hele havnearealet udgjorde 880 ha, hvoraf 220 ha tilgængelige for søgående skibe. 1924 ankom 3312 søskibe på 1.634.970 reg.tons og 3.722 flodfartøjer. Indførslen bestod særlig af stenkul fra England og Øvre Schlesien, råjern, jernmalm og stål fra Sverige, koks, korn og tømmer fra Tyskland og Polen. Udførslen omfattede særlig tømmer (til England), sukker, mineralolie, cement og sprit.

### Samfærdsel
Jernbanenettets store gennemgangslinje var Zoppot — Danzig — Dirschau (polsk: Tczew)— Marienburg. Der fandtes 278,5 km småbaner, som mest anvendtes til godstrafik, idet persontrafikken mest foregik med ruteautomobiler ad de 669 km veje. Der fandtes 37,75 km elektriske sporveje. 1926 fandtes 44 postkontorer, 128 telegrafkontorer (834 km linje, 8682 km tråde), og der ekspederedes 522.530 telegrammer. 12 radiostationer ekspederede 52.219 radiotelegrammer.
Telefonvæsenet omfattede 146 stationer, 38.883 km linje, 77.766 km tråd, og der førtes 15.117.166 samtaler.
Handelsflåden bestod i 1925 af 44 dampskibe, 6 motor-sejlskibe, 2 olietankskibe, 10 sølægtere (med over 250 t bæreevne) og 5 motorsejlbåde med i alt 128.673 t. 1926 ankom 5.967 skibe med 3.432.480 t og afgik 5.963 skibe med 3.395.840 t. Havnene anløbedes mest af tyske, danske, svenske og engelske fartøjer efter antal i den nævnte rækkefølge.
Staden Danzig havde en lufthavn og stod siden 1921 i flyveforbindelse med Berlin, Königsberg, Riga, Warszawa og Lwów. Endvidere fandtes en radiostation.

### Undervisning
Danzig havde i 1927 18 højere skoler (9 drenge-, 8 pige- og 1 fællesskole) med 6.346 elever, hvoraf 3.017 piger. 11 mellemskoler havde 3.594 elever, hvoraf 1.453 piger. 293 elementarskoler havde 41.237 elever, hvoraf 20.111 piger. De højere skoler havde 329 lærere, mellemskolerne 139 og elementarskolerne 1.001 lærere. Det tekniske institut i Danzig havde i 1927 1.548 studerende og 65 lærere.

### Presse
1925 udkom 16 aviser, hvoraf 12 tysk- og 4 polsksprogede.

### Vægt og mål
Man anvendte metersystemet.

### Mønt
Fra 1923 anvendtes møntenheden, Danzig-gylden, 1 gulden à 100 pfennig — 1/25 £.

### Forfatning og forvaltning
Forfatningen af 11. august 1920 trådte først i kraft den 11. maj 1922. Danzig havde status af en fristat under Folkeforbundets beskyttelse. Regeringssproget var tysk. Den lovgivende forsamling, Volkstag, bestod af 120 medlemmer, valgte på 4 år. Senatet bestod af præsidenten og 20 senatorer, der valgtes af Volkstag. Valgret havde alle borgere over 20 år, og valgbare var alle borgere over 25 år. Danzig var ikke nogen fuldstændig suveræn stat, idet den siden 1922 udgjorde eet toldområde sammen med Polen. Alle samfærdselsmidler var underlagt polsk forvaltning, og funktionærerne var polakker. Havnen og vandvejene administreredes af en havnekommission bestående af 10 medlemmer, hvoraf 5 fra Danzig og 5 polakker under forsæde af en schweizisk præsident, valgt af Folkeforbundet.
Danzig måtte ikke afslutte traktater med fremmede magter og måtte ikke benyttes som militær- eller marinebasis, have fæstningsværker eller fremstille krigsmateriel. Forsvaret var af Folkeforbundet overladt til Polen.
Retsvæsenet omfattede 4 amtsgerichte, 1 landgericht og en obergericht. Danzig var delt i 5 regeringskredse.
En karantæneanstalt og emigrantlejr blev oprettet i forbindelse med den slaviske emigrantstrøm over Danzig til Amerika.
Alle fæstningsværkerne omkring staden blev demolerede og til dels omdannede til industriområder. 1924—25 byggede Polen med Folkeforbundets tilladelse et ammunitionsdepot på Westerplatte ved Neufahrwasser. Herved udslettedes søbadet Westerplatte, men genoprettedes længere mod sydøst ved Weichselmünde.
Byen var i toldunion med Polen og underlagt polske love på det økonomiske område. Samarbejdet med Polen var ikke desto mindre konfliktfyldt. Særlig var bestemmelsen om, at Polen skulle have et militært transitdeponi på Westerplatte konfliktfyldt. Efter, at nationalsocialisterne var kommet til magten i Tyskland i 1933, skete der en opblusning af anti-polske stemninger i Danzig på nationalsocialisternes initiativ. Samme år fik det tyske nationalsocialistiske parti NSDAP 38 % af stemmerne i Danzigs Volkstag. Byens polakker (i første række polske tjenestemænd) og polske organisationer blev forfulgt, og «Zurück zum Reich» («Tilbage til riget») blev det dominerende slagord, som blev anvendt i propagandaen blandt byens tyske indbyggere. Størstedelen af byens befolkning ønskede, at Danzig skulle (gen)forenes med Tyskland.
Det valgte parlamentet Volkstag, særlig under ledelse senatspræsidenten fra 23. november 1934, Arthur Greiser, og regeringen i fristaden gik ligeledes ind for genforening med Tyskland, hvilket dog først skete i forbindelse med felttoget i Polen i 1939, som blandt andet blev indledt med slaget om Westerplatte, og fristadens historie endte med den tyske besættelse af det vestlige Polen.
Området blev af det nationalsocialistiske Tyskland fra 2. november 1939 indlemmet i det administrative område Danzig-Westpreussen og var hovedstad for dette.
| Nr                        | Navn                      | Start                     | Sluttet                   | Parti                     |
| Præsident i Danzigs senat | Præsident i Danzigs senat | Præsident i Danzigs senat | Præsident i Danzigs senat | Præsident i Danzigs senat |
| ------------------------- | ------------------------- | ------------------------- | ------------------------- | ------------------------- |
| 1                         | Heinrich Sahm             | 6. desember 1920          | 10. januar 1931           | Partiløs                  |
| 2                         | Ernst Ziehm               | 10. januar 1931           | 20. juni 1933             | DNVP                      |
| 3                         | Hermann Rauschning        | 20. juni 1933             | 23. november 1934         | NSDAP                     |
| 4                         | Arthur Greiser            | 23. november 1934         | 23. august 1939           | NSDAP                     |
| Præsident                 |                           |                           |                           |                           |
| 5                         | Albert Forster            | 23. august 1939           | 1. september 1939         | NSDAP                     |

### Folkeforbundets højkommissærer
Modsat andre af Folkeforbundets mandatområder, hvor andre af forbundets medlemmer blev overdraget forvaltningen, blev Fristaden Danzig stående under direkte forvaltning af Folkeforbundet selv. Den daglig ledelse blev varetaget af en dertil udnævnt højkommissær fra skiftende lande:
| Nr | Navn                       | Periode   | Land           |
| -- | -------------------------- | --------- | -------------- |
| 1  | Reginald Thomas Tower      | 1919–1920 | Storbritannien |
| 2  | Edward Lisle Strutt        | 1920      | Storbritannien |
| 3  | Bernardo Attolico          | 1920      | Italien        |
| 4  | Richard Cyril Byrne Haking | 1921–1923 | Storbritannien |
| 5  | Mervyn Sorley McDonnell    | 1923–1925 | Storbritannien |
| 6  | Joost Adriaan van Hamel    | 1925–1929 | Nederlandene   |
| 7  | Manfredi di Gravina        | 1929–1932 | Italien        |
| 8  | Helmer Rosting             | 1932–1934 | Danmark        |
| 9  | Seán Lester                | 1934–1936 | Irland         |
| 10 | Carl Jacob Burckhardt      | 1937–1939 | Schweiz        |